# Zofia Grabińska
Zofia Grabińska (ur. 12 maja 1922 w Warszawie, zm. 3 września 1994 tamże) – polska aktorka i piosenkarka. Wylansowała takie przeboje jak: Tup, tup,, Dla mnie biuro ma swój urok czy Gdy miałam latek.

## Życiorys
Debiutowała jako dziecko w Teatrze Ortyma w Warszawie, podczas okupacji występowała w jawnych teatrach. Walczyła w powstaniu warszawskim, a po jego upadku była więźniarką w Auschwitz-Birkenau. Po wojnie znalazła się w Krakowie, gdzie występowała w teatrach muzycznych. W 1948 powróciła do Warszawy, ale rok później wyjechała do Świdnicy, gdzie występowała w Teatrze Miejskim. W 1951 powróciła do Warszawy i została aktorką Teatru Syrena, po 1959 związała się z Estradą Warszawską, często występowała publicznie w Polskim Radio.

## Filmografia
- Trzy kobiety (1956)
- Ludzie z pociągu  (1961)
- Kłopotliwy gość (1971) jako Członek komisji usterkowej
- Czterdziestolatek  (1974-1977) jako żona pana Henia (odc. 21)
- Dyrektorzy  (1975) jako kobieta na weselu Maryni
- Brunet wieczorową porą (1976) jako Stasiakowa, woźna w muzeum
- Polskie drogi (1976) jako żona nauczyciela tańca Karola Marii Fabiankiewicza (odc.7)
- Miś (1981) jako sprzątaczka w klubie sportowym
- Zmiennicy  (1986) jako Zocha, żona "Ksywy"